# Чагарниця малазійська
Чагарни́ця малазійська (Trochalopteron peninsulae) — вид горобцеподібних птахів родини Leiothrichidae. Мешкає на Малайському півострові.

## Опис
Довжина птаха становить 24-26 см. Забарвлення переважно коричневе, крила і зхвіст золотисто-зелені, на крилах чорні плями. Голова сіра, тім'я каштанове. горло темно-сіре. Навколо очей білі кільця.

## Поширення і екологія
Малазійські чагарниці мешкають в Малайзії і на крайньому півдні Таїланду. Вони живуть у вологих тропічних лісах і високогірних чагарникових заростях. Зустрічаються на висоті від 1065 до 1830 м над рівнем моря. Живляться комахами, ягодами і насінням. Живуть парами або невеликими зграйками. Шукають їжу на землі. В кладці від 1 до 4 яєць.